# 阿道夫·希特勒与素食主义

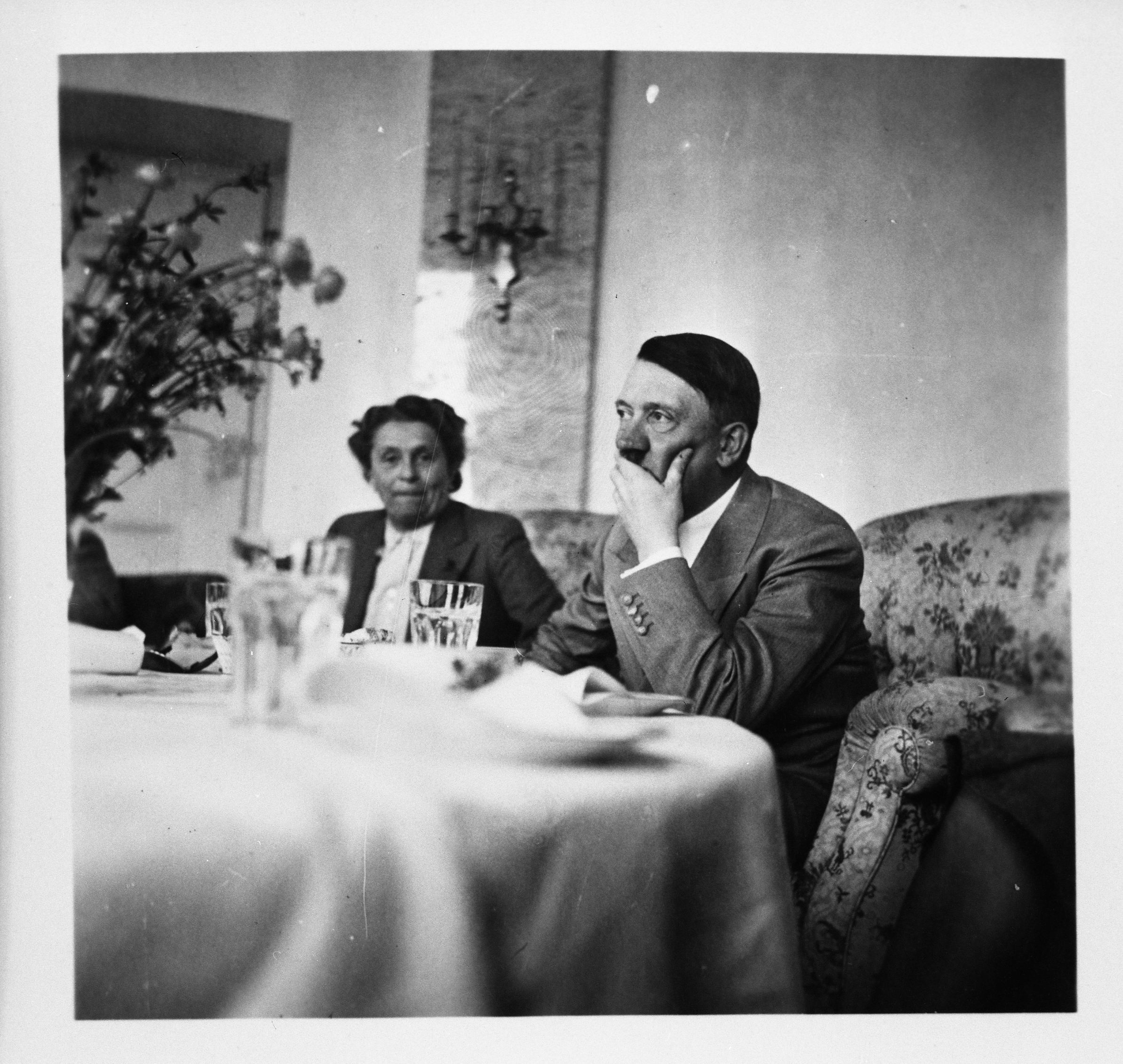
餐桌邊的阿道夫·希特勒

纳粹德国独裁者阿道夫·希特勒晚年成为了一名素食主義者。人們暫時不知他从何时开始以及为何接受素食主義，部分关于他在二战前的日常饮食习惯的记录表明，他最晚在1937年时仍在食用肉食。1938年，希特勒的医生们让他开始一直吃素食。从1942年起，他開始自稱自己是一位素食主义者。在这段时间里，他的日常饮食中的確没有肉类，阿尔伯特·斯佩尔就曾表示希特勒曾在餐桌上提及动物所受的苦难与屠宰场面，目的是希望同桌人不要吃肉。法国科学家在2017年对希特勒的头骨进行检查后发现希特勒牙齿的齒石上没有任何肉类纤维的痕迹。
有人推测，希特勒吃素食的原因可能是受到作曲家理查德·瓦格纳的影響，他主张食素有益健康。但也有人却坚称希特勒是因为关注动物所遭受的痛苦才选择吃素的，说他看到动物遭虐待或受苦的照片時會感到痛苦，而且他是个反活体解剖者。

## 同时代记录
1937年，《纽约时报》刊登的一篇文章写道，“众所周知，希特勒是个素食主义者，既不喝酒，也不吸烟。因此他的午餐和晚餐桌上大多都是汤、鸡蛋、蔬菜以及矿泉水，尽管他偶尔也会享受一片火腿，或用鱼子酱等珍馐佳肴来调剂一下他那单调乏味的饮食…”1938年11月，英国杂志《家与花园》（Homes & Gardens）刊载了一篇文章，其中也提到希特勒不仅奉行禁酒主义，不吸烟，而且还是个素食主义者。Ignatius Phayre写道，“希特勒一生奉行素食主义，他的厨房里菜谱多样，菜品量大。希特勒的巴伐利亚主厨Kannenberg先生把一道道可口又醇厚的素菜端上了桌，场面蔚为壮观，堪称视觉与味觉的双重享受，而且這全都符合希特勒的饮食标准。”
根据英国史学家休·特雷弗-羅珀翻译的希特勒在1941年7月至1944年11月间的交谈记录记载，希特勒自认为是素食主义者。这些交谈记录被整合成了《希特勒的桌边谈话》一书。其中就記載了1941年11月11日當天，希特勒说，“生活在无法預知未来世界的时代真令人遗憾。但我起码能向食肉者们预言一件事：未来的世界将是素食主义者的世界。”1942年1月12日，他又说，“我无法做到的唯一一件事就是与谢赫们一起吃羊肉。我是素食者，他们不應該让我吃肉。”約瑟夫·戈培爾在1942年4月26日的日记中说希特勒是个坚定的素食者：
他现在比以往要更坚信吃肉对人类有害。他当然明白在战争期间我们不能完全颠覆我们的食品体系（foof system）。但到了战后，他则计划继续处理这个问题。也许他是对的。当然，他为支持自己的立场而引用的论据十分令人信服。
1942年4月25日正午时分的桌边谈话上，希特勒谈及了素食主义问题，提起过去的罗马士兵食用水果和谷物，以及生蔬菜的重要性。他将重点放在了对素食主义的科学论证上，如博物学家的观察以及素食的化学功效。希特勒同样反对化妆品，因为其中含有动物副产品，他还经常因爱娃·勃劳恩的化妆习惯而跟她打趣。

## 私人证词与第二手资料
从1942年起，所有熟识希特勒的人都在回忆他的饮食时承认他遵循素食食谱，但希特勒在第二次世界大战前的饮食情况却有所不同，有些熟人说他当时是吃肉食的。希特勒于战前在汉堡经常光顾的一家酒店的主厨迪昂·盧卡斯称希特勒很爱吃他做的鸽子肉。据伊尔丝·赫斯说，希特勒在1937年时除了肝泥丸子外不再吃肉食。羅胡斯·米施在回忆录中表示，在1941年的一次火车旅行中，他看到了希特勒在吃肉，這是他在跟随希特勒的5年里唯一一次看到希特勒在吃肉。玛戈特·沃尔克回忆道，她为希特勒尝过的食物全都是素的，完全没有肉或鱼。2017年，俄罗斯聯邦安全局准许一个法国科学家团队检查希特勒的骨骸，检查结果验证了上述说法的真实性。希特勒的牙齿和假牙上沉积的牙石中不含有任何肉类纤维。研究团队的领导、法医病理学家菲利普·沙利爾在接受法新社采访时表示，对在希特勒的坏牙以及大量假牙上提取的白色牙石沉积物的分析表明，其中没有任何肉类纤维，這表明希特勒的確是位素食主義者。
特劳德尔·容格回忆道，希特勒“总是不吃肉”，但希特勒的奥地利厨师Kruemel有时会往他的菜里放入少许动物肉汤或脂肪。“绝大多数时候，元首都会注意到這一點，接着会十分生气，然后出现腹痛，”容格说，“到最后他只允许Kruemel为自己做清汤和土豆泥了。”另外，在1943年成为希特勒的营养师的Marlene von Exner据说曾在希特勒不知情的情况下往他的汤里加过骨髓，因为她非常不認同只吃素食這一行為。
尽管希特勒在生命的最後幾年開始遵守素食规范，但他的医生特奥多尔·莫雷尔从1936年起就让希特勒摄入了很多非正規药物，其中有很多都含有动物副产品，這一狀況一直持續到希特勒自殺。这些药物包括Glyconorm（一种含有动物的心肌、腎上腺、肝脏以及胰脏成分的可注射化合物）、胎盘、牛睾丸酮以及含有精囊和前列腺成分的萃取物。当时大众普遍认为从动物腺体萃取出的物质是“青春的灵丹妙药”，但我们不知道希特勒是主动要求服用这些，还是不知情地服用了它们。

## 分析
二战前，有很多能证明希特勒食用肉和鱼子酱的事例（他吃的肉包括鸽肉和巴伐利亚香肠）。伊尔丝·赫斯表示，希特勒从1937年开始停止食用除肝泥丸子外的一切肉食，Kalechofsky博士认为这个说法“与其他对希特勒饮食的描述相符，他的食谱中总是含有部分肉食，要么是火腿，要么是香肠或肝泥丸子。”伊尔丝·赫斯的说法也得到了几位希特勒传记作者的佐证，Fritz Redlich就曾写道，希特勒“回避各种肉类，但却会食用他喜爱的肝丸湯”。Thomas Fuchs也赞同上述观点，他表示“（希特勒的）典型日常饮食包括用不同方式烹饪的鸡蛋、意大利面、烤土豆配茅屋奶酪、燕麦片粥、炖水果和蔬菜布丁。肉食其實并未被完全剔除。希特勒一直在吃他喜爱的肝丸湯。”
有人推理说希特勒其实从来都不是素食主義者，那些都是为了美化他的形象而编造的。英国历史传记作家罗伯特·佩恩在著作《希特勒的生与死》（The Life and Death of Adolf Hitler，1973年）中称希特勒的饮食接近禁慾主義，而且宣传部长約瑟夫·戈培爾刻意为元首树立起了这个形象，以强调希特勒的自律与对德国的全身心奉献精神。素食主义活动家、素食主义历史作者琳恩·貝里支持这种看法，称希特勒的素食主义只是“纳粹政治宣传機器們编造出來的”，他们想给希特勒创造更好的公众形象，希特勒吃素也大部分出于健康考虑，而非道德，尤其要注意他对肝泥丸子的偏爱，他总结说“希特勒无论如何也不是个讲道德伦理的素食主義者”。1997年，纳粹大屠杀否认论支持者、前奥地利自由党县理事会成员沃尔夫冈·弗洛里希（Wolfgang Fröhlich）称希特勒最爱的食物是Eiernockerl。
但是有证据表明身为反活体解剖者的希特勒也许是因为在私人生活中格外关心动物，所以才遵循选择性膳食的。在社交场合，他有时会用露骨的语言向食客们描绘动物被屠宰的场面，以图让他们回避肉食。在BBC系列纪录片《纳粹：来自历史的警告》中，一位目击者描述说希特勒在看电影时若看到虐待或杀害动物的情节時，他就会捂住双眼，望向一旁，直到有人告诉他那场面已经结束了为止。
包括艾倫·布洛克、Arnold Aluke、Clinton Sanders以及Robert Procter等在內学者都认为希特勒至少在二战期间是遵循素食规范的。由于健康状况恶化，希特勒的医生们于1938年让他开始不要吃肉，但他对素食主义的兴趣在此之前就已产生，这背后可能有着意识形态或心理学根源。精神分析学家埃里希·弗罗姆推测，希特勒奉行素食主义的原因其实與他要为自己的外甥女潔莉·羅包爾的死赎罪有關。
也有理论认为希特勒的饮食可能是基于理查德瓦格纳的历史理论 ，该理论将德国的未来与素食主义联系起来。 在心理学家沃尔特·C·朗格 (Walter C. Langer) 的《阿道夫·希特勒的思想》一书中，作者推测：
也有人推测希特勒是参照理查德·瓦格纳的學說而给自己制定的饮食规范，该學說将德国的未来与素食主义联系在了一起。心理学家Walter C. Langer在他的著作《阿道夫·希特勒的思维：秘密战时报告》中推测：
“如果他（希特勒）不吃肉食，不喝酒精饮料，也不吸烟，那这并不是因为他对自己有某种约束，也不是因为他相信这么做能改善健康状况。他放弃那些是因为他在效仿伟大的德国人理查德·瓦格纳，或者他发现素食、禁烟酒能将自己的活力与忍耐力增长至一定程度，以至于能让他更全身心地投入到创建新德意志帝国的事业中去。”
Arnold Arluke和Boria Sax这两位研究人员共同在《人类与动物学：人与动物的互相作用的多学科期刊》（Anthrozoös：A Multidisciplinary Journal of the interactions of People and Animals）上发表过一篇报告，其结论是希特勒及其他很多主要纳粹德国领导人表露出对动物的关心以及对宠物的热爱是因为“动物在他们眼中‘品德高尚’‘天真无邪’，是大多数人类所不具备的理想品质的象征。的确，捕猎或食用动物本身就是一种亵渎行为，是‘腐朽‘与变态的标志。另一方面，人在他们眼中是‘可鄙的’‘可怕的’以及‘令人失望的’。”
尽管希特勒计划在战后将德国转变为素食主义国家，部分学者依旧对希特勒对素食主义事业的支持力度存疑，因为纳粹曾查禁素食主义社团，迫害素食主义领袖。但其实只要一個社團是非纳粹组织，纳粹党都會查禁：所有反对党都被取締，独立工会被纳粹下辖的类似组织所取代，而非政府组织与协会——从妇女组织到电影协会——不是被解散，就是被新成立的受纳粹党控制的组织所兼并。纳粹政权还出台了动物福利法，这在当时是前所未有的法律。